# Јана Терзи
Јоана "Јана" Терзи (1. децембар 1980) је грчка певачица. Представљала је Грчку на Песми Евровизије 2018. са песмом „Oniro mou“.

## Биографија
Терзи је рођена 1980. у Солуну као ћерка грчког певача Пасхалиса Терзиса. Са 20 година преселила се у Атину да би наставила музичку каријеру, издавши свој први ЦД сингл 2005. и албум Gyrna to kleidi 2006. Затим је објавила албум Ase me na taxidepso 2008. заједно са истоименим синглом. Терзи се касније преселила у Сједињене Државе и радила за Interscope Records.
Терзи је изабран као један од двадесет певача који су ушли у ужи избор за представника на Евровизији са песмом „Oniro mou“ 27. октобра 2017. Касније, 8. новембра, постала је један од пет певача који су били изабрани да пређу у телевизијско финале. После дисквалификације два од пет извођача јер нису имали „грчки звук“, „Oniro mou“ је ушао у прва три. 15. фебруара 2018. објављено је да су издавачке куће за друга два конкурентска извођача одбиле да плате накнаду од 20.000 евра грчком јавном сервису и да су дисквалификоване из такмичења, остављајући „Oniro mou“ као једину преосталу песму и подразумеваног представника. На такмичењу одржаном 8. маја 2018. заузела је 14. место, не успевши да се квалификује у финале. Након такмичења, објављена је енглеска верзија песме под називом "Eternity".

## Дискографија

### Студијски албуми
| Наслов              | Детаљи о албуму                                                                           | Највиша позиција |
| Наслов              | Детаљи о албуму                                                                           | ГР               |
| ------------------- | ----------------------------------------------------------------------------------------- | ---------------- |
| Gyrna to kleidi     | - Објављено: 1. фебруар 2006. - Издавач: Cobalt Music - Формати: ЦД, дигитално преузимање | —                |
| Ase me na taxidepso | - Објављено: 19. мај 2008. - Издавач: Minos EMI - Формати: ЦД, дигитално преузимање       | —                |

### Синглови
| Наслов                                       | Година | Највиша позиција | Албум               |
| Наслов                                       | Година | ГР | Албум               |
| -------------------------------------------- | ------ | --- | ------------------- |
| "Yianna Terzi"                               | 2005   | data-sort-value="" style="background: #ececec; color: #2C2C2C; vertical-align: middle; text-align: center; " class="table-na" \| CD single                    |                     |
| "Ase me na taxidepso"                        | 2008   | — | Ase me na taxidepso |
| "Apistefto"                                  | 2008   | — | Ase me na taxidepso |
| "Oniro mou"                                  | 2018   | rowspan="6" data-sort-value="" style="background: #ececec; color: #2C2C2C; vertical-align: middle; text-align: center; " class="table-na" \| Non-album single |                     |
| "Eternity"                                   | 2018   | — |                     |
| "Karma"                                      | 2018   | 16 |                     |
| "Logia Omorfa (Stanga)"                      | 2019   | — |                     |
| "Gia Sena Mono" (featuring Paschalis Terzis) | 2020   | 8 |                     |
| "Selini"                                     | 2022   | |                     |